# Chilgeup gongmuwon
Chilgeup gongmuwon (7급 공무원?), conosciuto anche con il suo titolo internazionale My Girlfriend Is an Agent, è un film del 2009 diretto da Shin Tae-ra.
La pellicola è liberamente ispirata alla commedia d'azione del 2005 Mr. & Mrs. Smith, e da essa è stata a sua volta tratto il drama coreano del 2013 7geup gongmuwon.

## Trama
Due agenti segreti, l'esperta in arti marziali Ahn Soo-ji e l'analista Lee Jae-joon, sviluppano una relazione tenendo oscuro l'uno all'altro la propria identità segreta. In seguito i due, dopo aver rischiato anche di uccidersi a vicenda, comprendono tuttavia di avere entrambi la medesima missione: salvare il mondo.

## Distribuzione
Nella Corea del Sud, la pellicola è stata distribuita a partire dal 23 aprile 2009 da Lotte Entertainment.